# Jorge Figal
Jorge Nicolás Figal (América, 3 april 1994) is een Argentijns voetballer die doorgaans speelt als centrale verdediger. In januari 2022 verruilde hij Inter Miami voor Boca Juniors.

## Clubcarrière
Figal speelde in de opleiding van Independiente. Zijn debuut in het eerste elftal maakte hij op 4 mei 2014, toen met 1–0 verloren werd van Gimnasia de Jujuy. Hij begon op de reservebank en zestien minuten voor tijd mocht hij van coach Omar De Felippe invallen voor Sergio Ojeda. De eerste helft van 2016 bracht de verdediger door op huurbasis bij Club Olimpo. Na zijn terugkeer kram Figal vaker in actie in het eerste elftal van Independiente. De Argentijn kreeg in januari 2018 een vernieuwde verbintenis tot medio 2022. In januari 2020 vertrok hij naar de Major League Soccer om te gaan spelen voor Inter Miami. Na anderhalf jaar in de Verenigde Staten keerde Figal terug naar Argentinië, waar hij tekende bij Boca Juniors. Zijn contract werd in maart 2024 opengebroken en met drie jaar verlengd tot eind 2027.

## Clubstatistieken
| Seizoen | Club          | Competitie          | Competitie | Competitie | Beker | Beker | Internationaal | Internationaal | Totaal | Totaal |
| Seizoen | Club          | Competitie          | Wed.       | Dlp.       | Wed.  | Dlp.  | Wed.           | Dlp.           | Wed.   | Dlp.   |
| ------- | ------------- | ------------------- | ---------- | ---------- | ----- | ----- | -------------- | -------------- | ------ | ------ |
| 2013/14 | Independiente | Primera División    | 3          | 0          | 3     | 0     | —              | —              | 6      | 0      |
| 2014    | Independiente | Primera División    | 13         | 0          | 0     | 0     | —              | —              | 13     | 0      |
| 2015    | Independiente | Primera División    | 5          | 0          | 0     | 0     | 0              | 0              | 5      | 0      |
| 2016    | → Club Olimpo | Primera División    | 16         | 1          | 1     | 0     | —              | —              | 17     | 1      |
| 2016/17 | Independiente | Primera División    | 19         | 1          | 2     | 0     | 5              | 0              | 26     | 1      |
| 2017/18 | Independiente | Primera División    | 14         | 0          | 1     | 0     | 8              | 0              | 23     | 0      |
| 2018/19 | Independiente | Primera División    | 14         | 0          | 5     | 1     | 4              | 0              | 23     | 1      |
| 2019/20 | Independiente | Primera División    | 14         | 1          | 3     | 0     | 4              | 0              | 21     | 1      |
| 2020    | Inter Miami   | Major League Soccer | 22         | 0          | 0     | 0     | —              | —              | 22     | 0      |
| 2021    | Inter Miami   | Major League Soccer | 24         | 1          | 0     | 0     | —              | —              | 24     | 1      |
| 2022    | Boca Juniors  | Primera División    | 19         | 0          | 4     | 0     | 3              | 0              | 26     | 0      |
| 2023    | Boca Juniors  | Primera División    | 30         | 4          | 5     | 0     | 12             | 0              | 47     | 4      |
| 2024    | Boca Juniors  | Primera División    | 25         | 0          | 3     | 0     | 5              | 1              | 33     | 1      |
| 2025    | Boca Juniors  | Primera División    | 0          | 0          | 0     | 0     | 0              | 0              | 0      | 0      |
| Totaal  | Totaal        | Totaal              | 218        | 8          | 24    | 1     | 44             | 1              | 286    | 10     |

Bijgewerkt op 30 april 2025.